# Luis G. Zorrilla Ochoa
Luis G. Zorrilla Ochoa (* 1930; † 2008) war ein mexikanischer Botschafter.

## Leben
Am 30. Oktober 2008 wurde ein Erbenermittlungsverfahren veröffentlicht.

## Veröffentlichungen
- Historia de las relaciones entre México y los Estados Unidos de América, 1800–1958. 2 Bände, Porrúa, México 1965

| Vorgänger                | Amt                                                                    | Nachfolger          |
| ------------------------ | ---------------------------------------------------------------------- | ------------------- |
| Daniel Escalante Ortega  | mexikanischer Botschafter in Lima 5. Februar 1969 bis 28. Januar 1974  | Julio Zamora Bátiz  |
| Rodolfo Navarrete Tejero | mexikanischer Botschafter in Warschau 11. April 1974 bis 1. April 1978 | Daniel Galán Méndez |